# Brander Revier

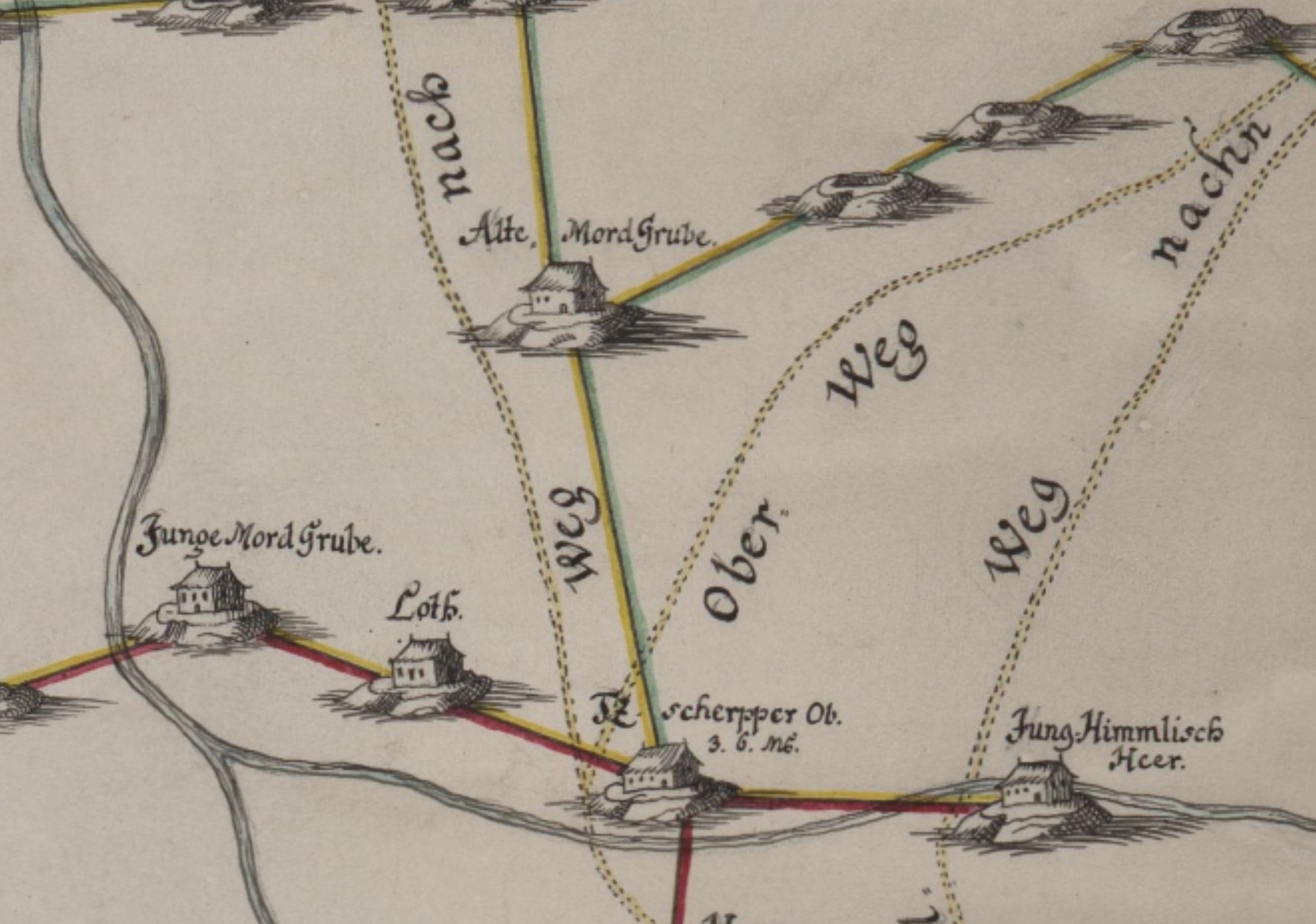
Alter Plan mit den Huthäusern von Stolln im Brander Revier (1745)

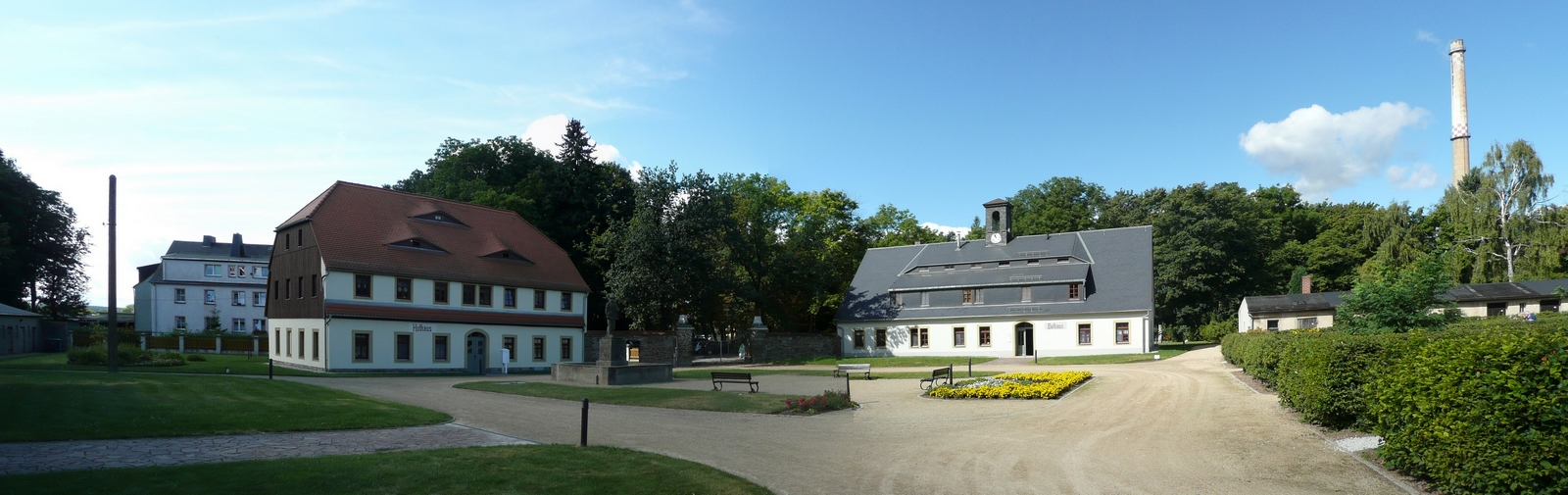
Areal des Mendenschachtes der Alten Mordgrube

Das Brander Revier ist ein ehemaliges Erz-Bergbaurevier in Sachsen. Es bestand von der zweiten Hälfte des 16. Jahrhunderts bis in die zweite Hälfte des 20. Jahrhunderts.
Die erhaltenen und als denkmalwürdig anerkannten baulichen Anlagen des historischen „Brander Reviers“ sind als Sachgesamtheit in der sächsischen Denkmalliste eingetragen.

## Lage
Das Brander Revier umfasst die ehemaligen Stolln und Schachtanlagen sowie die dafür erforderlichen Wasserhaltungsanlagen im Stadtgebiet von Brand-Erbisdorf und der Ortsteile Himmelsfürst, Langenau, Linda und St. Michaelis. Es liegt südlich der Bergstadt Freiberg.

## Stolln, Schächte, Gruben im Brander Revier
Zum Brander Revier werden folgende Stolln und Schächte gezählt:
- Einzeldenkmale der Sachgesamtheit „Brander Revier“ im Ortsteil Brand-Erbisdorf:

- Alte Mordgrube (An der Zugspitze 5 bis 18)
- Menden Schacht (An der Zugspitze 12)
- Grube Sonnenwirbel samt Holewein (Brüllender Löwe 3)
- Brüllender Löwe (Brüllender Löwe 4)
- Bartholomäus Schacht (Großhartmannsdorfer Straße)
- Grube Strauß (Großhartmannsdorfer Straße 26)
- Alte Vestenburg (Großhartmannsdorfer Straße 41)
- Jung Haasener Tageschacht (Haasenweg 3)
- Junger Schönberg und Kaiser Heinrich Schacht (Hauptstraße 31)
- Hörnig Schacht; Einigkeit Fundgrube (Jahnstraße 14)
- Neu Glück und Drei Eichen Fundgrube (Kirchweg 30, 32)
- Sonne und Gottesgabe Fundgrube (Kohlenstraße 1)
- Alter Molchen (Landner Wäsche 3)
- Alter Moritz (Landner Wäsche 4)
- Alter Grüner Zweig Fundgrube (Langenauer Straße 8)
- Gelobt Land Fundgrube sowie Alte Kaue Schacht und Lade des Bundes Schacht (Langenauer Straße 9)
- St. Erasmus Schacht (Markt 1)
- Stollnhaus Schacht (Schulweg 1)
- Kohlhäusler Schacht (Sonnenwirbel 1)
- Grube Wilder Mann (St. Michaeliser Straße)
- Junger Schönberg (Untere Dorfstraße 27)
- Simon Bogners Neuwerk Fundgrube (Vereinigt Feld 1)
- Grube Obersilberschnur (Vereinigt Feld 2)
- Reicher Bergsegen Schacht (Vereinigt Feld 3)
- Scheidehäusler Schacht (Vereinigt Feld 4)

- Einzeldenkmale und Sachgesamtheitsbestandteile der Sachgesamtheit „Brander Revier“ im OT Himmelsfürst:

- Himmelsfürst Fundgrube (Am Huthaus)
- Vertrau auf Gott Treibeschacht: (Am Huthaus)
- Grün Rosner Treibeschacht; Weißer Schwan (Am Huthaus 6)
- Dorothea Treibeschacht (Am Frankenschacht 4),
- Franken Treibeschacht: (Am Frankenschacht 9, 14)
- Reichelt Treibeschacht (Langenauer Straße)

- Einzeldenkmale und Sachgesamtheitsbestandteile der Sachgesamtheit „Brander Revier“ im Ortsteil Langenau:
  - Glück auf Schacht (Am Schacht)
  - Himmlisch Vater Erbstolln (Freistraße 6)
  - Hoffnung Gottes Fundgrube (Zur Hoffnung 5)
- Einzeldenkmale und Sachgesamtheitsbestandteile der Sachgesamtheit „Brander Revier“ im Ortsteil Linda:

- Sieben Planeten Fundgrube (Lochmühlenweg/Mittelweg 6)
- Weißhaldner Stolln und Sieben Planeten Kunstschacht (Mittelweg 6)
- Neuer Segen Gottes Stolln (Zum Segen Gottes)
- Thelersberger Stolln (Zur Schrödermühle)

- Einzeldenkmale und Sachgesamtheitsbestandteile der Sachgesamtheit „Brander Revier“ im Ortsteil St. Michaelis:

- Grube Hörnig und Berg Tabor (Brandweg 4)
- Grube Trost Israel (Brandweg 10)
- Grube Himmelskrone (Knappenweg 3)
- Grube Drei Lilien (Talstraße 1)
- Grube Junge Breite Aue (Talstraße 9)
- Matthias Fundgrube (Zur Goldenen Höhe 5)